# Pouya Dadmarz
Poya Soulat Dad Marz (in persiano پویا دادمرز‎; Izeh, 10 novembre 1999) è un lottatore iraniano, specializzato nella lotta greco-romana.

## Biografia
Ai campionati asiatici di Almaty 2021 ha vinto la medaglia di bronzo nel torneo dei 55 chilogrammi.

## Palmarès
| Anno | Manifestazione             | Sede       | Evento | Risultato | Note |
| ---- | -------------------------- | ---------- | ------ | --------- | ---- |
| 2016 | Mondiali cadetti           | Tbilisi    | 50 kg  | 5º        |      |
| 2017 | Campionati asiatici junior | Taichung   | 50 kg  | Oro       |      |
| 2017 | Mondiali junior            | Tampere    | 50 kg  | Oro       |      |
| 2016 | Mondiali junior            | Mâcon      | 55 kg  | Bronzo    |      |
| 2019 | Campionati asiatici U23    | Ulan Bator | 55 kg  | Argento   |      |
| 2019 | Mondiali junior            | Tallinn    | 55 kg  | Bronzo    |      |
| 2021 | Campionati asiatici        | Almaty     | 55 kg  | Bronzo    |      |